# L'Envoûtement du Népenthès
L'Envoûtement du Népenthès est la treizième histoire de la série Isabelle de Will, Yvan Delporte et André Franquin. Elle est publiée pour la première fois du no 2477 au no 2480 du journal Spirou.